# Курган Бессмертия (Брянск)
Курга́н Бессме́ртия — мемориальный комплекс павшим в борьбе с немецко-фашистскими захватчиками, ставший одним из символов города Брянска. Расположен в Советском районе города, в Центральном парке культуры и отдыха «Соловьи» (им. 1000-летия Брянска).
Представляет собой искусственную земляную насыпь в виде пятигранного холма общим объёмом свыше 20 тысяч кубических метров и высотой 12 метров, которую венчает 18-метровый бетонный пилон в виде пятиконечной звезды.

## Строительство Кургана
Курган Бессмертия был заложен 7 мая 1967 года. К месту его закладки была доставлена земля с братских могил из городов и сёл Брянщины, из городов-героев СССР, с болгарской Шипки. В торжественной церемонии закладки Кургана приняли участие матери солдат, погибших в годы Великой Отечественной войны, ветераны войны, революции и комсомола, Герои Советского Союза, кавалеры орденов Славы, руководители и участники партизанского движения и подполья, воины Советской Армии и молодёжь города.
Сооружение Кургана было приурочено к 50-летию Октября. В основании Кургана зарыт орудийный ствол с капсулой, в которой содержится обращение к потомкам-брянцам 2017 года (год 100-летия Октябрьской революции):
Дорогие товарищи, друзья, люди XXI века!.. Никогда не забывайте героического прошлого нашего партизанского края! Всегда помните, какой ценой досталась свобода вашим дедам! Берегите её, как зеницу ока… Мы завещаем вам самое дорогое, что есть у советского человека, — гордость своей Родиной! Любите свою страну так, как любили её мы, ваши старшие товарищи, единомышленники, друзья. Приумножайте могущество Родины Советов!
Основные работы по формированию Кургана проводились в 1967—1968 гг. силами брянских комсомольцев. У основания Кургана ступени широкой лестницы подводят к площадке, на фасаде которой надпись: «Жителям Брянска, павшим в боях за свободу и независимость нашей Родины. КУРГАН БЕССМЕРТИЯ сооружён в 1968 году». Далее две небольшие гранитные лестницы ведут на верхнюю площадку кургана, откуда открывается широкий обзор на левобережье Десны.
28 октября 1968 года, в канун 50-летнего юбилея ВЛКСМ, была открыта первая очередь Кургана. К этому времени на вершине было высажено кольцо молодых берёз, в центре которого впоследствии планировалось создание панорамного музея боевой славы, увенчанного обелиском с красной звездой.
К началу 1970-х годов первоначальный проект Кургана Бессмертия был пересмотрен и учреждён конкурс работ на завершение Кургана. Его итоги подвели в апреле 1975 года. Из 14 представленных работ жюри выбрало проект группы архитекторов во главе с В. А. Тепляковым, который и был реализован.
В 1976 году была завершена вторая очередь Кургана. На верхней площадке был установлен пилон в виде пятиконечной звезды, состоящей из отдельных элементов-«лепестков», связанных мозаичным кольцом (автор — художник-монументалист В. П. Кочетков).
Памятник на Кургане Бессмертия был торжественно открыт 17 сентября 1976 года.